# توم هامبتون
توم هامبتون (بالإنجليزية: Tom Hampton)‏ هو مغني أمريكي، ولد في 25 يوليو 1965 في سافانا في الولايات المتحدة.

## وصلات خارجية
- الموقع الرسمي